# ビューグル

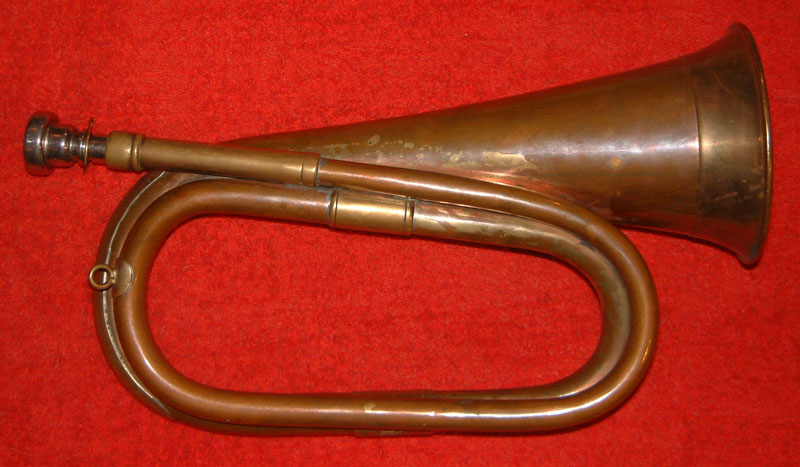
イギリス陸軍のビューグル B♭管

湾岸戦争の勝利を祝うフランス軍海兵隊のビューグル奏者（ラッパ手）。クウェート市での式典にて

ビューグル（英: bugle）は、非常に単純な構造の金管楽器で、小型でバルブを持たないナチュラル・ホルンの一種。
ビューグルという語はラテン語の būculus（bōs 雄牛の指小形）に由来し、中英語ではビューグル・ホーン（bugle horn）と呼ばれていたことからも分かる通り、雄牛の角で作った角笛がそのルーツである。
フランスではクレーロン（clairon、日本語では英語のclarionからクラリオンとも表記）が当項で詳述するビューグルに相当し、一方ビューグル（bugle）と呼ばれる楽器はフリューゲルホルンに相当する。

## 信号ラッパ
軍隊で用いられるビューグル（軍隊ラッパ）は、信号ラッパ（信号喇叭）や号音ラッパ（号音喇叭）、単にラッパ（喇叭）とも呼称された。ラッパの音は甲高く、遠方まで響き、騒音の中でも聞き取ることができる。この特性により、ラッパは古来から太鼓と並び軍事的な連絡手段として使用され、戦場に散開した兵士に指揮官の号令を伝えるのに使われた。概ね20世紀初頭辺りまでは世界の軍隊で「突撃」・「進め」・「止まれ」・「撃ち方始め」・「撃ち方止め」といった戦闘指揮の号音（号令）もビューグルによって行われていたが、これによって対峙する敵軍に自軍の動きや戦術を見破られてしまい、またラッパ手の付近にいる指揮官の位置も露呈してしまうなどの問題から、戦闘教義の進化や無線通信の発展も相まり戦場での使用は廃れていった。しかしながら、起床・国旗掲揚・朝礼・食事・国旗降納・消灯といった日常生活（日課号音）や、栄誉礼・パレード（観閲式・閲兵式）といった式典行事などでは現代（日本においては自衛隊や消防）に至るまで引き続き用いられている。

## 構造
構造としては真鍮など金属でできた単純な管に過ぎない。管に息を吹き込み、管内の空気柱の振動により音を発生させる。管の端にあるマウスピースというリング状の部品に唇をつけて息を吹き込むと、唇の肉が震えてブーブーと音が鳴る(Buzzing:バズィング)。この振動音が楽器内で増幅され、管の先から出てラッパの音色になる。管の反対側は「朝顔（あさがお。英:Bell）」と呼ばれる円錐形に広がる形状になっている。
バルブやピストン、スライドなど、音程を調節する特別の装置が付いていないため出せる音は自然倍音に限られる。マウスピースに当てる唇の形と、息の圧力によって音を吹き分けるが高音ほど強圧で息を吹き込む必要があり、通常使われる音階は下から「ド」「ソ」「ド」「ミ」「ソ」「シ♭」「ド」までである。しかし力量のある奏者は、さらに高音を出すことができる。
トランペットなどの他の金管楽器と同じく、管を巻いて作られてある。巻いてある回数により、三回巻（三つ巻）と二回巻（二つ巻）の二種類のものに大きく分けられる管には紐（下げ緒）が巻いてあり、携帯する際の吊り紐として使用され、また装飾的な意味合いもある。
マウスピースの装着方法は通常の金管楽器と違い、マウスピースのシャンク部分がネジになっており、楽器本体にねじ込むようになっている。使用現場（戦場、火事場など）ではずれてしまうと演奏不能になるため、それを防ぐためとされる。また、吹き込み管ははずれるようになっており、そこのネジをゆるめて吹き込み管を出し入れしチューニングを行うフリューゲルホルンに似た構造である。
コルネットがバルブ付ビューグルとして紹介されることがあるがこれは誤りである。コルネットはフランスの郵便ラッパ「cornet de poste：コルネ・ド・ポスト」に由来し、さらに現在のコルネットは19世紀にサックスによりサクソルン属の高音担当として再定義された楽器である。
19世紀にあったビューグルの変種としてはキー付ビューグルやバルブ付ビューグルがある。キー付ビューグルは19世紀初期に英国のジョゼフ・ホーリデイが1811年に特許を取得した特定の設計をさす発明品「ロイヤル・ケント・ビューグル」を指す。これは大変普及し1850年代まで非常に広く使われていた。のちアメリカ陸軍士官学校の楽団のバンドマスターに就任することになるリチャード・ウィリス（Richard Willis）の作品はキー付ビューグルを用いた作品の代表例である。バルブ付コルネットの発明によりキー付ビューグルは衰退した。

## 調性
アメリカでのドラム・アンド・ビューグル・コーでは、ビューグルはGキーを基本のキー（調）とした管（G管）を使用することが一般的である。1900年代初頭に軍隊が楽器を売却したことで市民によるドラム・コー楽団が設立されはじめた。軍隊においてはGキーが基本キーとして用いられていたことから、現在でもアメリカでのビューグルがGキーであることにつながっている。アメリカ以外でのビューグルはB♭またはE♭が基本キー（調）である（これを通常B♭管、E♭管と表現する）。
日本の消防団などにおいては、A♭管（As管）が一般的であるが、地域によって、A♭管とG管に分かれているところもある。

## 曲
使用できる音が自然倍音に限定されているため、作曲に当たってはそれを理解していなければならない。
記譜はト音記号で、最低音が下加線一本の「ド」。以後上がっていき、最高音は上加線2本の「ド」。奏者の力量によっては、さらに高い音を出すことも出来るが、作曲の際には用いられることはほとんど無い。なお、倍音の関係で、最高音「ド」の下の「シ♭」も出すことはできるが、音高が低いので通常は用いられない。
本来の役目である、信号ラッパとして数を音で知らせるモールス信号のようなものから日課号音、あるいは数々の行進曲など様々な楽曲がある。「消灯ラッパ」は海外の要人の死後の墓前記念式、軍隊映画や青少年キャンプの就寝直前のシーンなどで、よく見聞きする。

## 日本での歴史

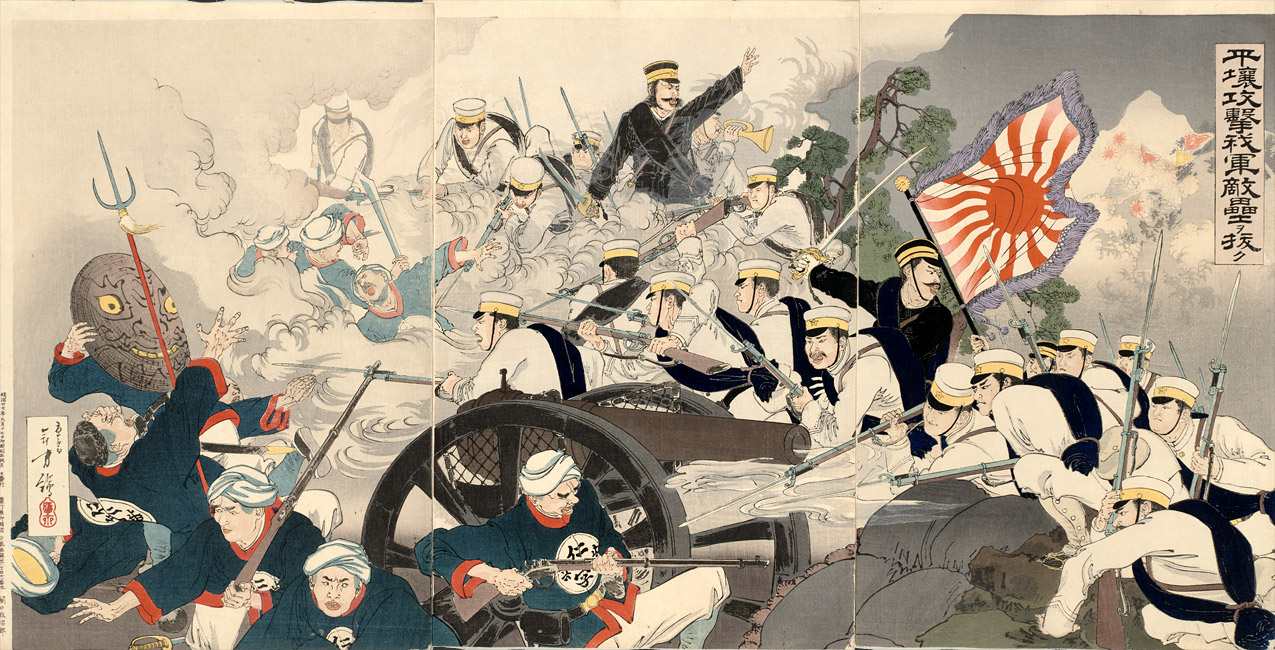
日清戦争における帝国陸軍の喇叭手（中央の将校の後方）。右の旭日旗は帝国陸軍の軍旗

日本にビューグル（ラッパ、喇叭）が紹介され持ち込まれたのは幕末で、慶応元年にイギリスの歩兵操典（英国歩兵練法）が翻訳された際に、信号喇叭譜（喇叭譜、らっぱふ）が紹介された。明治に入り近代軍隊設立のため、フランス軍に範をとった陸軍が招聘した軍事顧問団によってフランス式の喇叭譜およびフランス式ビューグル（クラリオン）がもたらされた。現在、ビューグルに取り付けてある「下げ緒」は深紅もしくは緋色（朱色）が一般的だが、この色は軍事顧問団が日本人修習生に教授した初期の段階で、習熟の度合いが著しい者が少なからずおり、他の修習生への手本としての意味合いから授けられた、いわゆる「ステータス・シンボル」を表す特別な色であった。
1885年（明治18年）にフランス式をベースとした陸海軍喇叭譜及び喇叭が制定された。1909年（明治42年）に帝国陸軍は独自の喇叭譜を制定し、以降1945年（昭和20年）の終戦まで使用された。当時の日本人には西洋の音階が馴染みがなかったので、｢タチツテト｣を使って音を出しやすいタンギングを示し、｢ド・ト・タ・テ・チ｣と吹き方を説明した（同時に当時の音名でもあった）。

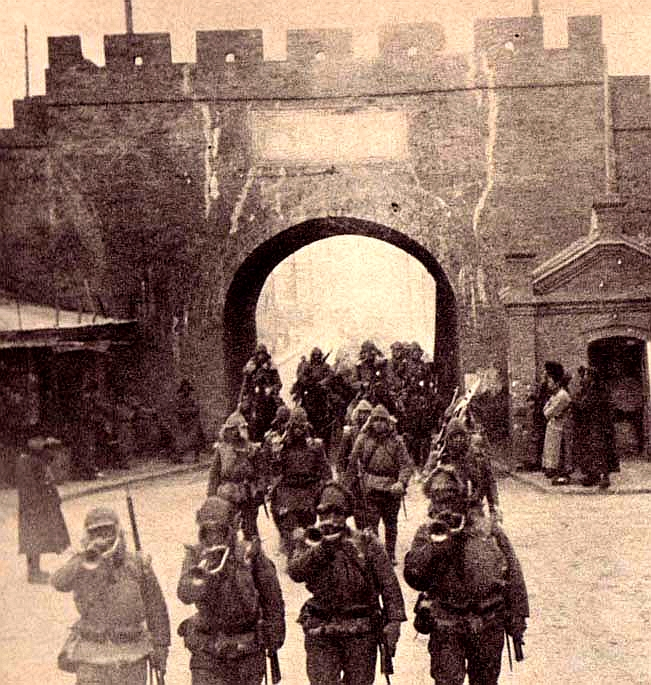
満州事変における帝国陸軍の喇叭手（旧制式の喇叭を使用している）

1890年（明治23年）11月1日制定「陸軍定員令」（明治23年11月1日勅令第267号）によると、歩兵連隊の中隊平時定員136名中兵卒4名が喇叭手（喇叭卒）に充てられていた。中隊の新兵から候補者を選抜教育し、晴れて喇叭手となった者は喇叭を意匠とするラシャ地の臂章を袖に佩用した。更に陸軍軍楽隊の総本山である陸軍戸山学校では喇叭長を教育していた。海軍では航海科の水兵が喇叭手となる。日本海海戦で敵艦との距離を喇叭による数字符丁で伝達し、効率的な指揮を行った事が知られる。日本軍のみならず古今東西の軍隊において喇叭手は一種の花形であり、喇叭手は常日頃より自身の喇叭の手入れに余念が無かった。
日清戦争では、歩兵第21連隊の喇叭手・木口小平二等卒が、死んでも喇叭を口から放さなかったことが美談となり、1937年（昭和12年）の軍歌（戦時歌謡・軍国歌謡）「露営の歌」では「進軍ラッパ聴くたびに　まぶたに浮かぶ旗の波」と歌われた。
1930年（昭和5年、皇紀2590年）、帝国陸軍は新喇叭である九〇式喇叭（きゅうまるしきらっぱ）を制定し、これは軍隊喇叭の代名詞的存在として第二次世界大戦終戦まで広く用いられることとなる。旧制式との変更点は二環巻で大型であった旧制式喇叭を三環巻かつ小型に、朝顔部分などを補強、「万国国際標音の新音調を採用」のために音調を半音低くし、吹奏を容易にしたことであった。なお九〇式喇叭は海軍でも使用されており、銃火器を除き数少ない陸海軍の共通装備であった（陸軍と異なりウール製の布である握巻は巻かない）。
「起きるも寝るも皆喇叭」と言われたように、陸海軍共に軍隊生活は起床から消灯まで喇叭の音と共にあり、喇叭譜に歌詞をつけて口ずさまれるほどに親しまれ、元将兵の多くは喇叭の音にある種の郷愁のようなものを抱いている。なお旧陸軍では「楽な任務」として「一にヨーチン、二にラッパ」と言われていた。
| 起床 (in G) お使いのブラウザーでは、音声再生がサポートされていません。音声ファイルをダウンロードをお試しください。         |
| 消灯 (in G) お使いのブラウザーでは、音声再生がサポートされていません。音声ファイルをダウンロードをお試しください。         |
| 突撃（襲撃） (in G) お使いのブラウザーでは、音声再生がサポートされていません。音声ファイルをダウンロードをお試しください。 |
| 食事 (in G) お使いのブラウザーでは、音声再生がサポートされていません。音声ファイルをダウンロードをお試しください。         |
| 旧日本陸軍の喇叭譜の例、『起床』、『消灯』、『突撃（襲撃）』、『食事』。                                                   |

帝国陸軍におけるその一般的な歌詞は次の通りである（なお部隊や時期ごとに無数のバリエーションがあるため、これはあくまでも一例である）。
- 起床：「起きろと言ったら皆起きろ　起きないと隊長さんに怒られる」「起きろよ起きろよ皆起きろ　起きないと班長さんに叱られる」
- 消灯：「新兵さんは辛いんだね　また寝て泣くのかね」：「兵隊さんはかわいそうだね　また寝て泣くんだよ」：
- 突撃：「出て来る敵は　皆々倒せ」「出て来る敵は　皆々殺せ」「進めや進め　皆々進め」
- 食事：「一中隊と二中隊はまだ飯食わぬ　三中隊はもう食って食器上げた」

なお、喇叭譜「食事」は帝国陸軍の喇叭を社章（「ラッパのマーク」）とする大幸薬品の正露丸のCMで使用され、喇叭譜「突撃」は通称「突撃ラッパ」として共に広く知られている。
現在の陸上自衛隊・海上自衛隊・航空自衛隊においても、喇叭（ビューグル）は「らっぱ」として採用・使用されているが、海上自衛隊のラッパ譜が帝国海軍のものをかなり継承しているのに対して、陸上自衛隊には帝国陸軍で使用されていたラッパ譜はほとんどない。これは、1950年（昭和25年）8月10日、陸上自衛隊の前身たる警察予備隊が創設された際、GHQから旧軍のラッパ譜の使用を禁止されたためであり、警視庁音楽隊によりすべて新たに作曲された。現在の陸自の改訂ラッパ譜の大半は須摩洋朔（元陸軍軍楽大尉、陸上自衛隊中央音楽隊初代隊長）、信号ラッパ譜の「君が代」も山口常光（元陸軍軍楽少佐）といった旧陸軍の軍楽隊員によって作曲されたものである。
しかしながら、殉職者に対して吹奏するラッパ譜である「追悼の譜 国の鎮め」は旧陸軍の同様の意味の喇叭譜である「国ノ鎮メ（国の鎮め）」を受け継いでおり、陸自の観閲式観閲行進において「陸軍分列行進曲（主に徒歩部隊用）」と共に演奏される「祝典ギャロップ（主に車両部隊用）」は、間奏において旧陸軍の喇叭譜「君が代」をアレンジした曲を使用している（「祝典ギャロップ」および栄誉礼時に音楽隊又はらっぱ隊によって奏楽される「巡閲の譜」は須摩洋朔作曲）。
海上自衛隊の前身である警備隊では「警備隊旗掲揚及び降下」というラッパ譜が作られたが、1954年（昭和29年）7月1日、海上自衛隊の発足とともに軍艦旗が自衛艦旗として復活したことから旧来の信号ラッパ譜「君が代」が吹奏されることとなり、現在に至っている。　

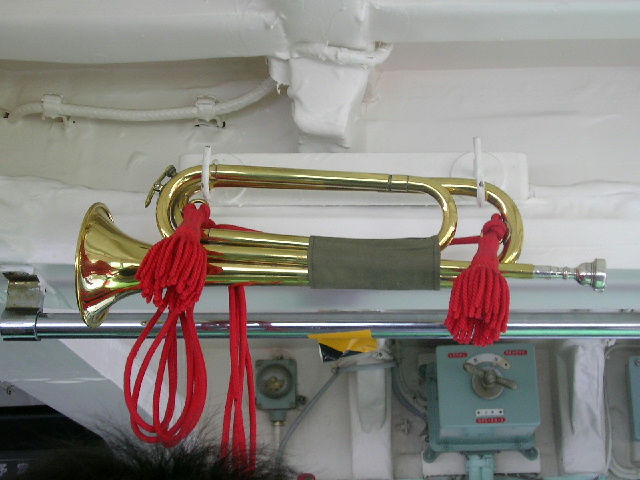
護衛艦の艦橋に装備されている海自のビューグル

また陸自・空自は旧陸軍の小型・三環巻の九〇式喇叭の同等品（戦後生産品）を受け継いでいるのに対して、海自は旧海軍が使用していた九〇式喇叭を継承せず大型・二環巻の喇叭に変え、また握巻をらっぱに巻くといった逆転も存在している。これは、警備隊がラッパの採用に際し、工場を訪れた。工場側は「九〇式」を示したが、警備隊の担当者が、保安隊が使用していることに気に入らず別の形のものがないか尋ねた。そこで、アメリカのボーイスカウト用に大量生産した「米信」と呼ばれたスマートなラッパを見せたところ、即座に採用が決まったという。これが、現在の海上自衛隊のラッパである。
旧陸軍・陸自・空自はビューグルを横に寝かせた形（横持ち）であるのに対し、旧海軍・海自では狭い艦内での使用を考慮して縦に起こした形（縦持ち）で吹奏する。

## 楽器としての信号ラッパ
本来、信号伝達の手段として使用される信号ラッパも通信技術が発達した現代では、専ら慣習的あるいは儀礼的な使用が主である。一方で、現代の日本において信号ラッパは、祭典にて楽器として使用される例がいくつか認められる。
中でも注目すべき代表的な例として、浜松市にて行われる「浜松まつり」が挙げられる。
詳細は浜松まつりを参照されたいが、浜松まつりでは全参加町において、主に幼稚園児や小学生を中心とした子供から大人までからなるラッパ隊が結成されており、祭りの主軸である凧合戦を鼓舞したり練りと呼ばれる祝い事を指揮したりする。
ラッパ隊の構成は、未就学児から小中学生らによる子供ラッパ隊であることが多く、各町とも子ども会が中心となって指導に当たっている。一般に吹奏が困難といわれる信号ラッパも幼少期から訓練することで、金管楽器の基礎的な吹奏技術を身につけられる。また、同市内のあらゆる楽器店では、国内産の高価なものから台湾製など比較的廉価なものまで多数取り揃えており、一部ではオリジナルの信号ラッパを製造・販売しているところもある。なお、ラッパ隊には必ず携帯型の平太鼓を叩く者がつき、リズムを取るために強強弱弱4拍子の単調なビートをひたすら繰り返す。
一般に、日本では日常生活、とりわけ平和な祭典において、近代的軍隊の習慣や文化に直に触れることは滅多にない。ところが浜松市民にとっては「お祭りのラッパ」として信号ラッパは日常的に親しみのある楽器となっている。そのため浜松まつりで最も多く演奏される、大日本帝国陸軍のラッパ譜「駆足行進」や「速足行進」は同市民には非常に馴染み深い曲となっており、郷土民謡や交響曲、ダンスミュージック、よさこい踊りなどにも取り入れられている。万歳三唱や三三四拍子に合わせて囃したり、独自に作曲したファンファーレを演奏したりすることもある。近年では浜松市内外問わず遠州地域各地においては浜松まつりと無関係である、五穀豊穣を祈願する神社祭礼や市民フェスティバルなど様々な祭典でもラッパを目にするようになり、一祭典文化として確立を見せ始めている。
また、自衛隊などでは各方面音楽隊による演奏や駐屯地、護衛艦一般公開で信号ラッパが用いられる事がある。陸上自衛隊であれば「陸上自衛隊ラッパメドレー」や「行進ラッパ」が挙げられ、いずれも音楽隊による吹奏楽を取り入れられ演奏がされている。海上自衛隊であれば護衛艦の一般公開の艦上見学で、艦内で流れるラッパ譜の解説を入れながら吹奏する事がある。また、陸上自衛隊と同様に演奏会を開いて音楽隊による吹奏楽と共に演奏する事もある。
この他にも、以下の祭典などでも信号ラッパは楽器として使用されている。
- 五大尊蘇民祭（岩手県花巻市)
- 御柱祭（長野県諏訪地方）
- 挙母祭り（愛知県豊田市）
- 美川おかえり祭り（石川県白山市）
- 岸和田だんじり祭（大阪府岸和田市）
- 菊間祭（愛媛県今治市）
- 藤崎八旛宮秋季例大祭（熊本県熊本市）
- 河尻神宮秋季大祭（熊本県熊本市）
- 小天天子宮火渡り神事（熊本県玉名市）
- 西都夏祭り（宮崎県西都市）
- 徳之島闘牛大会（鹿児島県徳之島）